# Jean Kerebel
Jean Kerebel, född 2 april 1918 i Paris, död 9 mars 2010 i Le Bugue i Dordogne, var en fransk friidrottare.
Kerebel blev olympisk silvermedaljör på 4 x 400 meter vid sommarspelen 1948 i London.